# Odeon (Odense)
 For alternative betydninger, se Odeon. (Se også artikler, som begynder med Odeon)
ODEON er et musik-, teater- og konferencehus på Østerbro i Odense, med central beliggenhed i det store byomdannelsesprojekt i midtbyen, tæt på det gamle H.C. Andersen-kvarter og Odense Koncerthus 5 minutter fra Odense Banegård Center.
Huset er på 32.000 m2 og har plads til 1.740 siddende publikummer i den store sal, samt 29 møde- og konferencelokaler.
Derudover er huset hjemsted for Syddansk Musikkonservatorium og Skuespiluddannelsen Odense og indeholder desuden Odense Teaters ekstra teatersal. Derudover findes café og restaurant som drives sammen med Odeons nabo H.C. Andersen Hotel.
Mod Hans Mules Gade findes desuden en boligblok med 42 ungdomsboliger administreret af boligselskabet Kristiansdal.
Byggeriet blev opført af KPC Herning som bygherre, med C.F. Møller som arkitekt. Byggeriet er samlet 9 etager inkl. parkeringskælder i to plan. Budgetteret pris 600 mio.kr.. Byggestart juni 2014.
Byggeriet blev indviet 1. marts 2017.

## Salene
Huset indeholder fire scener; Byens scene, Store Scene, Teatersalen og Kammersalen i Syddansk Musikkonservatorium.

### Foyerscenen "Byens scene"
Byens Scene er en lille åben rund scene, midt i stueetagen, hvor byens kunstnere kan booke sig ind og afholde små akustiske koncerter, foredrag, forestillinger eller miniudstillinger.
Scenens diameter er 7 meter.

### Store Scene
Hovedscenen er indrettet til at kunne rumme både teater-, koncert- og konferenceaktiviteter og har eget Steinway flygel. Salen kan rumme 1.740 siddende publikummer i de karakteristiske grønne sæder, men er indrettet så stolerækkerne kan køres væk og give plads til 2.500 stående gæster i rummet på fladt gulv. Rummet er desuden fleksibelt indrettet så det kan opdeles i fire separate sale, hvis sidescenerne inddrages.

### Teatersalen
Odense Teaters tidligere aktiviteter fra Sukkerkogeriet finder man nu i Teatersalen i Odeon, i det kvadratiske black-box teaterrum.

## Syddansk Musikkonservatorium og Den Danske Scenekunstskole
Skuespiluddannelsen i Odense og Syddansk Musikkonservatorium(SDMK) holder til på, og deles om, hele 2. etage, som indeholder undervisnings- og øvelokaler samt kammersalen til mindre klassiske koncerter.

## Odeon Social og Restaurant Schiøtz
Restaurant Schiøtz på 1. sal er åben for konferencefrokoster, koncertmiddage og selskaber, og benyttes bl.a. også i sammenhæng med aktiviteter i den øvrige del af øvre foyer. Restauranten med 106 siddepladser, ligger i bygningens spids, med kig til H.C. Andersen kvarteret, og er adskilt fra foyeren af en let glasvæg.I venstre side af indgangsfoyeren findes Café Odeon Social, som er åben hele dagen og byder på frokost og fælles aftenspisning for byens beboere alle ugens dage.